# ケイトリン・フォード
ケイトリン・ジェイド・フォード（英: Caitlin Jade Foord、1994年11月11日 - ）は、オーストラリア出身のプロ女子サッカー選手。オーストラリア女子代表。ポジションはFW、DF (サイドバック)。

## 経歴

### クラブ経歴

#### セントラルコースト・マリナーズ
2009年のオフシーズンにフォードはオーストラリア・ニューサウスウェールズ州スポーツ研究所(NSWIS)からW-リーグのセントラルコースト・マリナーズFCへと移籍した。

#### シドニーFC
セントラルコースト・マリナーズが資金難のためにWリーグの2010-11シーズンから撤退することが決定したため、チームメートのテレサ・ポリアス、リディア・バンデンバーグ、レニー・ローラソンらとともにシドニーFCへと移籍した。

#### スカイブルーFC
2013年3月、フォードは創設初年度の米プロリーグ・NWSLのスカイブルーFCでプレーすることを表明した。

#### シドニーFC(期限付き移籍)
2013年10月、スカイブルーFCからシドニーFCへの期限付き移籍をした。

#### パース・グローリーFC
2014年8月、Wリーグのパース・グローリーFCへと移籍した。

#### スカイ・ブルーFC
2015年にフォードは古巣のスカイブルーFCと契約し、FIFA女子ワールドカップカナダ大会でオーストラリア代表プレーした後に同代表のサマンサ・カーとともにシーズン途中からチームに合流した。

#### シドニーFC
2016年9月、シドニーFCはフォードとの契約を発表した。

#### ベガルタ仙台レディース
2017年1月、なでしこリーグのマイナビベガルタ仙台レディースと完全移籍で合意した。同年12月、契約満了により仙台を退団した。

#### シドニーFC（2017-18）
2017年12月、古巣のシドニーFCへの加入が発表された。
2018年2月10日、Wリーグのプレーオフ準決勝ニューカッスル・ジェッツ戦で前半9分に先制ゴールを挙げたものの、前半終了間際に右足を負傷し、リスフラン靭帯損傷と診断され手術を行った。

#### ポートランド・ソーンズFC
2018年1月、NWSLのポートランド・ソーンズFCへの加入が発表された。

#### アーセナル・ウィメンFC
2020年1月24日、FA WSLのアーセナル・ウィメンFCに移籍した。

### オーストラリア代表
オーストラリア女子U-16代表でフィリピン女子代表にハットトリックを達成し、チームがAFC女子U17選手権に進出するのに貢献した。
2011年5月12日にゴスフォードのブルータン・スタジアムで行われたニュージーランド戦でフル代表デビューを果たし、ゴールを挙げてチームの3-0の勝利に貢献した。
2011年6月に行われたFIFA女子ワールドカップドイツ大会にオーストラリア女子代表としては史上最年少の16歳で参加した。グループリーグ3試合のうち2試合に先発出場し、チームの決勝トーナメント進出に貢献したが、準々決勝スウェーデン戦で1-3で敗れた。フォードはこの大会のFIFAベストヤングプレーヤーに選出された。
2018年2月に国内リーグのプレーオフ準決勝で負傷し手術を行ったため、同年4月に行われた2018 AFC女子アジアカップには出場することができなかった。
2023年8月5日、2023 FIFA女子ワールドカップ・決勝トーナメントのデンマーク戦において先制点を奪取し、VISAプレイヤー・オブ・ザ・マッチに輝いた。

## 個人成績

### 代表ゴール
| #  | 開催年月日     | 開催地         | 対戦国               | 得点 | 結果 | 試合概要                              |
| -- | -------------- | -------------- | -------------------- | ---- | ---- | ------------------------------------- |
| 1  | 2011年5月12日  | ゴスフォード   | ニュージーランド     | 1–0  | 3–0  | 親善試合                              |
| 2  | 2014年5月14日  | ホーチミン     | 日本                 | 1–0  | 2–2  | 2014 AFC Women's Asian Cup            |
| 3  | 2015年2月12日  | オークランド   | ニュージーランド     | 3–0  | 3–2  | 親善試合                              |
| 4  | 2015年5月19日  | シドニー       | ベトナム             | 2–0  | 4–0  | 親善試合                              |
| 5  | 2015年5月21日  | ウロンゴン     | ベトナム             | 11–0 | 11–0 | 親善試合                              |
| 6  | 2016年6月4日   | バララット     | ニュージーランド     | 1–0  | 2–0  | 親善試合                              |
| 7  | 2016年6月4日   | バララット     | ニュージーランド     | 2–0  | 2–0  | 親善試合                              |
| 8  | 2016年8月6日   | サンパウロ     | ドイツ               | 2–0  | 2–2  | 2016 リオオリンピック                 |
| 9  | 2017年8月3日   | カーソン       | ブラジル             | 2-1  | 6-1  | 2017 トーネメント・オブ・ネーションズ |
| 10 | 2017年8月3日   | カーソン       | ブラジル             | 5-1  | 6-1  | 2017 トーネメント・オブ・ネーションズ |
| 11 | 2017年9月19日  | ニューカッスル | ブラジル             | 2-1  | 3-2  | 親善試合                              |
| 12 | 2018年11月13日 | ニューカッスル | チリ                 | 2-0  | 5-0  | 親善試合                              |
| 13 | 2018年11月13日 | ニューカッスル | チリ                 | 3–0  | 5-0  | 親善試合                              |
| 14 | 2018年11月13日 | ニューカッスル | チリ                 | 5–0  | 5-0  | 親善試合                              |
| 15 | 2019年3月6日   | メルボルン     | アルゼンチン         | 3-0  | 3-0  | 2019 ネイションズカップ               |
| 16 | 2019年4月4日   | コマースシティ | アメリカ合衆国       | 2-1  | 3-5  | 親善試合                              |
| 17 | 2019年6月13日  | モンペリエ     | ブラジル             | 1-2  | 3-2  | 2019 FIFA女子ワールドカップ           |
| 18 | 2020年2月7日   | シドニー       | チャイニーズタイペイ | 1-0  | 7-0  | 親善試合                              |
| 19 | 2020年2月7日   | シドニー       | チャイニーズタイペイ | 4–0  | 7-0  | 親善試合                              |
| 20 | 2020年2月7日   | シドニー       | チャイニーズタイペイ | 7–0  | 7-0  | 親善試合                              |

## 獲得タイトル

### クラブ
シドニーFC
- Wリーグ レギュラーシーズン: 2010-11
- Wリーグ グランドファイナル: 2012-13, 2018-19

パース・グローリーFC
- Wリーグ リーグ優勝: 2014年

### 代表
豪州
- AFF U-16女子選手権: 2009年
- トーナメント・オブ・ネーションズ：2017年

### 個人
- FIFA女子ワールドカップ・最優秀若手選手賞 : 2011年
- アジア女子年間最優秀ユース選手賞 : 2011年
- オーストラリアサッカー連盟・U20女子年間最優秀選手 : 2011年
- アジア女子年間最優秀選手賞 : 2016年
- 2023 FIFA女子ワールドカップ VISAプレイヤー・オブ・ザ・マッチ : ラウンド16（デンマーク戦）